# Parijse metrolijn 13
De Parijse metrolijn 13 is een metrolijn in het Parijse metronetwerk die ontstaan is door samenvoeging van lijn B van de Compagnie Nord-Sud en de ooit als lijn C van die maatschappij geplande voormalige lijn 14. De lijn verbindt de randgemeenten Saint-Denis, en Asnières en Gennevilliers in het noorden via de Parijse binnenstad met Châtillon en Montrouge in het zuiden.

## Geschiedenis

### Lijn B van het netwerk van deCompagnie Nord-Sud
Het oorspronkelijke traject van deze lijn werd geopend in februari 1911 en liep van Saint-Lazare naar Porte de Saint-Ouen. Een klein jaar later, in januari 1912, werd de vertakking richting Porte de Clichy aangelegd. Vanaf het splitsingsstation La Fourche gingen de treinen om en om naar de noordelijke eindstations rijden. Nadat de Compagnie Nord-Sud in 1930 overgenomen was door haar concurrent (en voorloper van de RATP), de CMP, werd de lijn hernoemd en ging ze door het leven als lijn 13. De CMP breidde de lijn in 1952 uit; de vertakking naar Saint-Ouen werd verlengd tot Carrefour Pleyel.

### Oude lijn 14
Metrolijn 14 verbond in het zuiden van de stad Porte de Vanves met Maine. De lijn was in handen van de CMP. In 1930 werd de lijn in noordelijke richting verlengd tot aan Duroc; zeven jaar later werd Invalides bereikt. Aan het einde van de jaren dertig werd een lange voetgangerstunnel aangelegd tussen de stations Montparnasse (lijn 4 en 12) en Bienvenüe (lijn 13 en 6). In 1942 kregen de verbonden stations de gemeenschappelijke naam Montparnasse - Bienvenüe.

### Samenvoeging
In de jaren zeventig werd besloten om de lijnen 13 en 14 met elkaar te verbinden. Er was enige tijd discussie over de nummering van de lijn die door het samenvoegen zou ontstaan. Er werd getwijfeld of men de lijn wel het nummer 13 zou geven, vanwege de vermeende ongeluksbetekenis. Omdat nooit was geprotesteerd tegen het al bestaande nummer van lijn 13 werd besloten om dit nummer te behouden. In verschillende stappen werden de lijnen met elkaar verbonden. Eerst werd in juni 1973 lijn 13 in zuidelijke richting van Saint-Lazare naar Miromesnil verlengd, waarna in februari 1975 een verdere uitbreiding naar Champs Élysées - Clemenceau volgde. Uiteindelijk werd in november 1976 de verbinding tussen Champs-Elysées Clémenceau en Invalides gelegd. De toenmalige lijn 14 ging hiermee definitief op in lijn 13.
Ondertussen waren in 1976 ook enkele verlengingen aan de noordelijke en zuidelijke uiteinden van de lijn gereedgekomen. In mei werd Basilique de Saint-Denis het noordelijke eindstation. Tegelijk met de samenvoeging van lijn 13 en 14 kwam ook een verlenging in zuidelijke richting gereed, van Porte de Vanves naar Châtillon - Montrouge.

In 1980 werd de lijn uitgebreid van Porte de Clichy naar Gabriel Péri in Asnières-Gennevilliers.

De voorlaatste uitbreiding vond in 1998 plaats, toen de noordoostelijke tak werd verlengd naar Saint-Denis - Université.

## Heden
De noordwestelijke tak van de lijn, richting Asnières-Gennevilliers is uitgebreid richting Asnières-Gennevilliers-Le Luth. De bouw begon begin 2005 en is in april 2008 opgeleverd. De lijn werd met 1,88 km verlengd en heeft twee nieuwe stations gekregen, Les Courtilles en Les Agnettes. Een derde station (Port de Gennevilliers) is nog in studie.
Lijn 13 is een van de drukste lijnen van het Parijse metronet. Er worden verschillende oplossingen bestudeerd, waaronder het verbinden van een van de twee noordelijke takken met de huidige lijn 14.
Noordwestelijke tak:
Les Courtilles · 
Les Agnettes · 
Gabriel Péri · 
Mairie de Clichy · 
Porte de Clichy · 
Brochant

Noordoostelijke tak: Saint-Denis - Université · 
Basilique de Saint-Denis · 
Saint-Denis - Porte de Paris · 
Carrefour Pleyel · 
Mairie de Saint-Ouen · 
Garibaldi · 
Porte de Saint-Ouen · 
Guy Môquet

Gemeenschappelijk: La Fourche · 
Place de Clichy · 
Liège · 
Saint-Lazare · 
Miromesnil · 
Champs-Élysées - Clemenceau · 
Invalides · 
Varenne · 
Saint-François-Xavier · 
Duroc · 
Montparnasse - Bienvenüe · 
Gaîté · 
Pernety · 
Plaisance · 
Porte de Vanves · 
Malakoff - Plateau de Vanves · 
Malakoff - Rue Étienne Dolet · 
Châtillon - Montrouge